# L.G. Söderberg
L.G. Söderberg var en grafiker, verksam i början av 1800-talet.  
Om Söderberg är väldigt lite känt han kan möjligen vara identisk med en litografiamatör som 1811 var löjtnant och är känd via ett karikatyrartat porträtt av Karl XIV Johan som har Gustaf Brolings påteckning 1811. Ett bland de första Stentryck i Swerige, ritadt extempore af d. v. Lieut. Söderberg på marmor hos G.B. Söderberg är representerad vid Nationalmuseum med två nidbilder av Napoleon, där profilen är Napoleons, på huvudet har han sin trikorn i form av en örn och istället för epålett har han en hand som håller ett spindelnät och ordensbanden på bröstet är utbytta mot en spindel. I de segment som spindelnätet bilar är namnen på fältslagen i Leipzig, Grossbeeren och Dennewitz inskrivna. Ansiktet är fyllt av nakna människokroppar som vrider sig i kval. Några konstböcker gör antagandet att Söderberg skulle vara identisk med överintendenten Gustaf Söderberg men det motsägs av det faktum att han 1813 endast var 14 år och han enligt egen uppgift lärde sig litografera i Paris 1821.